# Форрест, Джеймс
Джеймс Фо́ррест (англ. James Forrest; 7 июля 1991, Глазго, Шотландия) — шотландский футболист, полузащитник шотландского клуба «Селтик» и сборной Шотландии. Участник чемпионата Европы 2020.

## Клубная карьера
Джеймс родился 7 июля 1991 года в шотландском городе Глазго.
Является воспитанником клуба «Селтик», в Академию которого он пришёл в 2003 году, когда ему было 12 лет. В 2009 году Форрест привлёк к себе внимание футбольной общественности, приведя юношескую команду «кельтов» к победе в Международном турнире (англ. International Youth Tournament), проходившем в испанском Вильярреале. «Селтик», ведомый Джеймсом, уверенно провёл турнир, победив всех своих соперников, коими были сверстники из мадридского «Реала», итальянского «Милана» и юношеской сборной Японии.
30 августа того же года Форрест подписал с «кельтами» свой первый профессиональный контракт. Соглашение было рассчитано на четыре года.
1 мая 2010 года состоялся дебют Джеймса в составе «бело-зелёных». Выйдя на 81-й минуте поединка с «Мотеруэллом» вместо Эйдена Макгиди, Форрест уже на 87-й минуте практически первым своим касанием открыл счёт своим голам за первую команду глазговцев. Окончательный результат матча — 4:0 в пользу «Селтика». 28 июля Джеймс дебютировал за «кельтов» в еврокубках, появившись на поле на замену вместо Эфраина Хуареса во встрече квалификационного раунда Лиги чемпионов против португальской «Браги». Несколькими днями позднее Форрест удостоился звания «Игрока матча», показав не по годам зрелую игру в поединке в рамках «Emirates Cup» с французским «Лионом». С началом сезона 2010/11 Джеймс начал регулярно появляться в стартовом составе глазговцев. 28 августа и 11 сентября Форрест забил по голу в ворота «Сент-Миррена» и «Харт оф Мидлотиан», соответственно. Сразу же после игры с «сердцами» Джеймс был награждён призом «Молодого игрока месяца шотландской Премьер-лиги» по итогам августа. 28 января 2011 года Форрест заключил с «Селтиком» новый контракт сроком на пять лет.
24 июля 2011 года Форрест сыграл свой первый матч в сезоне 2011/12, заменив Криса Коммонса в поединке первого тура чемпионата Шотландии 2011/12, в котором «Селтик» встречался с «Хибернианом». 13 августа Джеймс открыл счёт собственным забитым голам в новом футбольном году, поучаствовав точным результативным ударом в разгроме «кельтами» «Данди Юнайтед» — 5:1. Менее чем через месяц вингер оформил «дубль» во встрече с «Мотеруэллом». После этой игры капитан «бело-зелёных» Скотт Браун заявил, что «Форрест является лучшим выпускником Академии глазговского коллектива со времён Эйдена Макгиди». 22 октября Джеймс во второй раз в своей карьере удостоился приза «Молодого игрока месяца шотландской Премьер-лиги». Ту же награду ему вручили и по итогам ноября.

### Клубная статистика
| Клуб              | Сезон             | Чемпионат | Чемпионат | Кубок | Кубок | Кубок Лиги | Кубок Лиги | Еврокубки | Еврокубки | Итого | Итого |
| Клуб              | Сезон             | Игры      | Голы      | Игры  | Голы  | Игры       | Голы       | Игры      | Голы      | Игры  | Голы  |
| ----------------- | ----------------- | --------- | --------- | ----- | ----- | ---------- | ---------- | --------- | --------- | ----- | ----- |
| Селтик            | 2009/10           | 2         | 1         | —     | —     | —          | —          | —         | —         | 2     | 1     |
| Селтик            | 2010/11           | 19        | 3         | 3     | 0     | —          | —          | 3         | 0         | 25    | 3     |
| Селтик            | 2011/12           | 29        | 7         | 2     | 0     | 4          | 2          | 8         | 0         | 43    | 9     |
| Селтик            | 2012/13           | 13        | 2         | 2     | 1     | 1          | 0          | 9         | 0         | 25    | 3     |
| Всего за «Селтик» | Всего за «Селтик» | 63        | 13        | 7     | 1     | 5          | 2          | 19        | 0         | 95    | 16    |
| Всего за карьеру  | Всего за карьеру  | 63        | 13        | 7     | 1     | 5          | 2          | 19        | 0         | 95    | 16    |

(откорректировано по состоянию на 6 марта 2013)

## Сборная Шотландии
Форрест выступал за различные молодёжные национальные шотландские команды с 15-летнего возраста. Его дебют в сборной своей страны (до 19 лет) состоялся 20 октября 2008 года, когда молодые британцы в рамках отборочного турнира к европейскому первенству среди юношеских команд встречались со сверстниками из Азербайджана.
24 августа 2010 года 19-летний Джеймс был призван под знамёна молодёжной национальной команды. 7 сентября нападающий «Селтика» вышел на замену вместо Дэвида Уотерспуна на 71-й минуте отборочного поединка к чемпионату Европы 2011 среди молодёжных команд против Австрии. В конце встречи Форрест сделал голевой пас Крису Магуайру, гол которого принёс шотландцам победу в этом матче.
В середине мая 2011 года наставник первой сборной страны Крейг Левейн впервые вызвал Джеймса в состав «тартановой армии» на поединки Кубка наций 2011 против сборных Уэльса и Ирландии. В матче с последними, который состоялся 29 мая, молодой хавбек и дебютировал в первой команде страны — он вышел в стартовом составе и, отыграв 85 минут, был заменён на Росса Маккормака.
19 мая 2021 года был включён в официальную заявку сборной Шотландии для участия в матчах чемпионата Европы 2020 года, а также в товарищеских матчах против сборных Нидерландов и Люксембурга (2 и 6 июня 2021 года соответственно).

### Матчи и голы за сборную Шотландии
| № | Дата             | Место                                  | Оппонент    | Счёт | Голы Форреста | Соревнование            |
| - | ---------------- | -------------------------------------- | ----------- | ---- | ------------- | ----------------------- |
| 1 | 29 мая 2011      | «Авива», Дублин, Ирландия              | Ирландия    | 0:1  | —             | Кубок наций 2011        |
| 2 | 10 августа 2011  | «Хэмпден Парк», Глазго, Шотландия      | Дания       | 2:1  | —             | Товарищеский матч       |
| 3 | 8 октября 2011   | «Райнпарк Штадион», Вадуц, Лихтенштейн | Лихтенштейн | 1:0  | —             | Отборочный матч ЧЕ 2012 |
| 4 | 11 октября 2011  | «Хосе Рико Перес», Аликанте, Испания   | Испания     | 1:3  | —             | Отборочный матч ЧЕ 2012 |
| 5 | 29 февраля 2012  | «Бонифика», Копер, Словения            | Словения    | 1:1  | —             | Товарищеский матч       |
| 6 | 8 сентября 2012  | «Хэмпден Парк», Глазго, Шотландия      | Сербия      | 0:0  | —             | Отборочный матч ЧМ 2014 |
| 7 | 11 сентября 2012 | «Хэмпден Парк», Глазго, Шотландия      | Македония   | 1:1  | —             | Отборочный матч ЧМ 2014 |

Итого: 7 матчей / 0 голов; 2 победы, 3 ничьи, 2 поражения.

### Сводная статистика игр/голов за сборную
| Сборная          | Год              | Отборочные матчи ЧМ | Отборочные матчи ЧМ | Финальные матчи ЧМ | Финальные матчи ЧМ | Отборочные матчи ЧЕ | Отборочные матчи ЧЕ | Финальные матчи ЧЕ | Финальные матчи ЧЕ | Кубок наций | Кубок наций | Товарищеские матчи | Товарищеские матчи | Итого | Итого |
| Сборная          | Год              | Игры                | Голы                | Игры               | Голы               | Игры                | Голы                | Игры               | Голы               | Игры        | Голы        | Игры               | Голы               | Игры  | Голы  |
| ---------------- | ---------------- | ------------------- | ------------------- | ------------------ | ------------------ | ------------------- | ------------------- | ------------------ | ------------------ | ----------- | ----------- | ------------------ | ------------------ | ----- | ----- |
| Шотландия        | 2011             | —                   | —                   | —                  | —                  | 2                   | 0                   | —                  | —                  | 1           | 0           | 1                  | 0                  | 4     | 0     |
| Шотландия        | 2012             | 2                   | 0                   | —                  | —                  | —                   | —                   | —                  | —                  | —           | —           | 1                  | 0                  | 3     | 0     |
| Всего за карьеру | Всего за карьеру | 2                   | 0                   | 0                  | 0                  | 2                   | 0                   | 0                  | 0                  | 1           | 0           | 2                  | 0                  | 7     | 0     |

## Достижения

### Командные достижения
Селтик
Допрофессиональная карьера
- Победитель турнира дублирующих команд шотландской Премьер-лиги: 2008/09
- Победитель турнира юношеских команд шотландской Премьер-лиги: 2009/10
- Обладатель Кубка Шотландии для юношеских команд: 2009/10
- Обладатель Кубка Глазго: 2007/08

Профессиональная карьера
- Чемпион Шотландии (3): 2011/12, 2012/13, 2013/14
- Обладатель Кубка Шотландии (2): 2010/11, 2012/13
- Обладатель Кубка шотландской лиги: 2014/15
- Финалист Кубка шотландской лиги: 2011/12

Сборная Шотландии
- Серебряный призёр Кубка наций: 2011

### Личные достижения
- Молодой игрок месяца шотландской Премьер-лиги (3): август 2010, сентябрь 2011, ноябрь 2011
- Молодой игрок года по версии футболистов Профессиональной футбольной ассоциации Шотландии: 2012
- Молодой игрок года по версии Шотландской ассоциации футбольных журналистов: 2012

## Личная жизнь
Младший брат Джеймса, Алан, также является футболистом. Выступает за команду «Эйр Юнайтед».